# 灰坊主

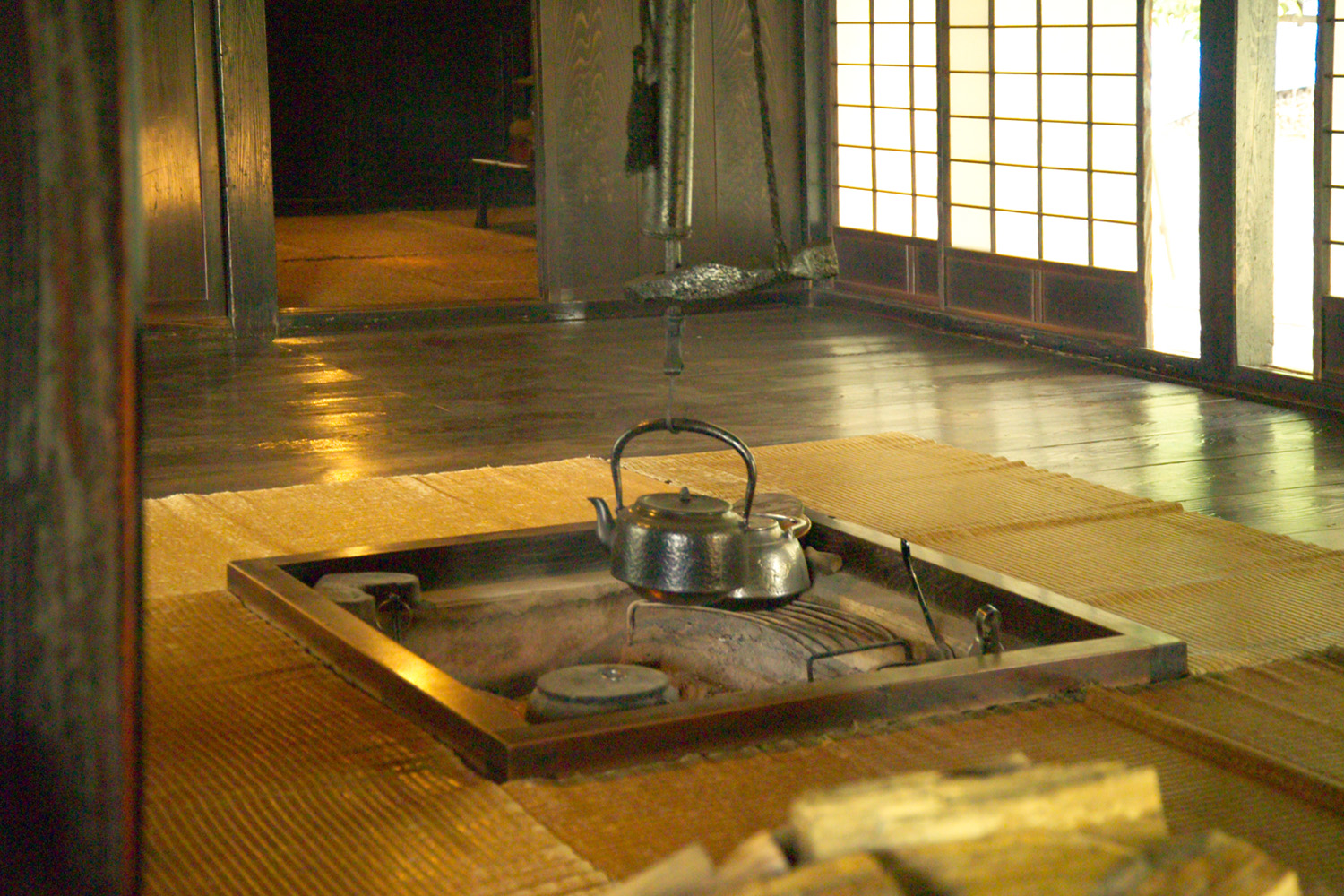
囲炉裏

灰坊主（あくぼうず）は、秋田県や岩手県に伝わる正体不明の妖怪。秋田県仙北郡や雄勝郡では囲炉裏の灰の中に住んでいるとされ、灰をいじると現れるという。そのことから、古より囲炉裏の灰をいじっていると「灰坊主が出る」と言って戒められた。名称の「坊主」は僧を意味する坊主ではなく、怪物を意味している。
また、岩手県九戸郡では、風呂に2回入ったり、仏壇に供えられたご飯を食べたり、裸で便所に入ると灰坊主が現れるとされ、同様に戒められていた。
「灰坊主」の名は宮城県の史料『宮城県史』によるもので、民俗学研究所による『綜合日本民俗語彙』では「アク坊主」と表記されている。

## 類話
東北地方には、灰をいじると妖怪が現れるという伝承が多い。岩手の二戸郡では、炉の灰を弄ぶ者は「アマネサク」という妖怪によって灰の中に引き入れられ、食べられてしまうといわれる。これは天邪鬼のこととする説もあり、福島県の一部でも炉から現れるものが「アマンジャク」と呼ばれている。また、柳田國男の著書『遠野物語拾遺』によれば、遠野地方でも炉の灰を掘ると「ボコ」という妖怪が現れるという。
青森県では、頭の上に口がある「あぐばんば」が囲炉裏の中におり、灰をいじると現れるという。秋田県の由利郡象潟町（現・にかほ市）などではこれを「灰ばばあ（はいばばあ）」ともいって、灰をいじる子供をさらって頭上の口で食べたり、年に一度、若い娘をさらったりするという。
灰坊主が実際に現れたという伝承が確認されていないこともあって、これら一連の妖怪は、囲炉裏の灰を悪戯してはいけないという教訓として生み出された妖怪と考えられている。